# Tapenpah
Tapenpah is een bestuurslaag in het regentschap Timor Tengah Utara van de provincie Oost-Nusa Tenggara, Indonesië. Tapenpah telt 1011 inwoners (volkstelling 2010).